# Hélène Lazareff
Pour les articles homonymes, voir Lazareff.
Hélène Lazareff, née Hélène Gordon le 21 septembre 1909 à Rostov-sur-le-Don (Empire russe) et morte le 16 février 1988 au Lavandou, est une journaliste française, fondatrice en 1945 du magazine féminin Elle.

## Biographie

### Jeunesse
Hélène Gordon est née le 21 septembre 1909 à Rostov-sur-le-Don, en Russie. Sa famille, appartenant à la haute bourgeoisie juive, fuit la révolution d'Octobre et se réfugie en Turquie puis à Paris.
Après avoir passé le baccalauréat, elle étudie les lettres et l'ethnologie, puis travaille au Musée de l'Homme à Paris et participe une mission organisée par Marcel Griaule chez les Dogons du Mali,.

### Carrière
Hélène Lazareff fait ses débuts de journaliste à la rubrique Enfants de Paris-Soir, alors dirigé par Jean Prouvost, puis elle travaille à Marie Claire, fondé par Jean Prouvost.
Pendant la Seconde Guerre mondiale, les Lazareff se réfugient à New York où ils découvrent le journalisme américain. Hélène Lazareff travaille au Harper's Bazaar et au New York Times. 
À leur retour en France, en 1945, son époux Pierre Lazareff fonde France-Soir tandis qu'Hélène cofonde avec Marcelle Auclair et dirige le magazine Elle, dont le premier numéro sort le 21 novembre 1945.
En 1952, le couple Lazareff s’installe au domaine de « La Grille Royale » à Louveciennes (Yvelines), où il organise un déjeuner dominical réunissant tout le monde politique, artistique et littéraire,.

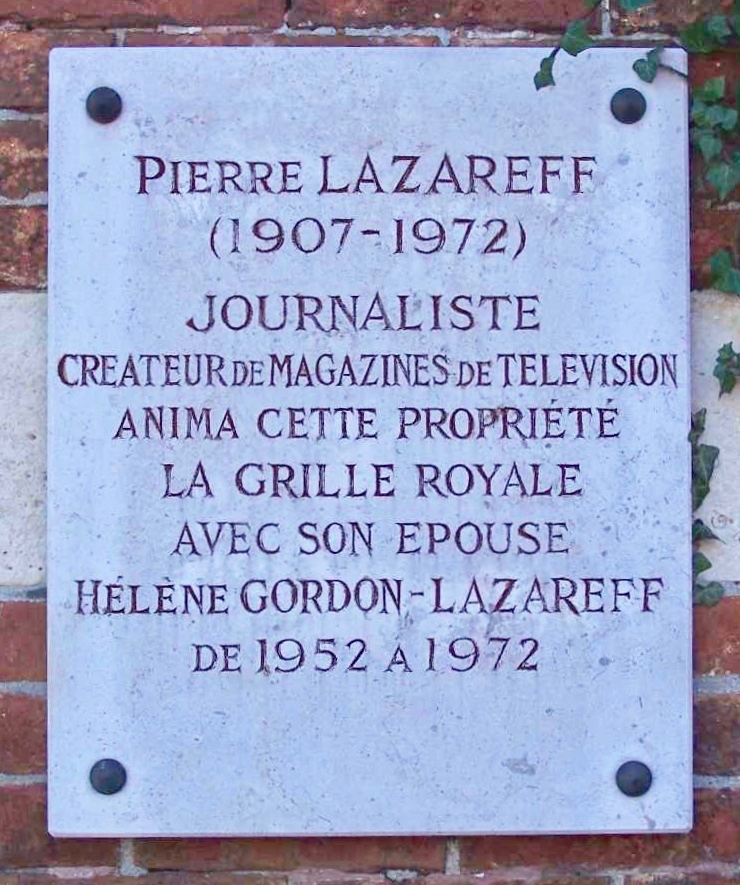
Plaque commémorative de Pierre Lazareff et Hélène Gordon-Lazareff à Louveciennes (Yvelines).

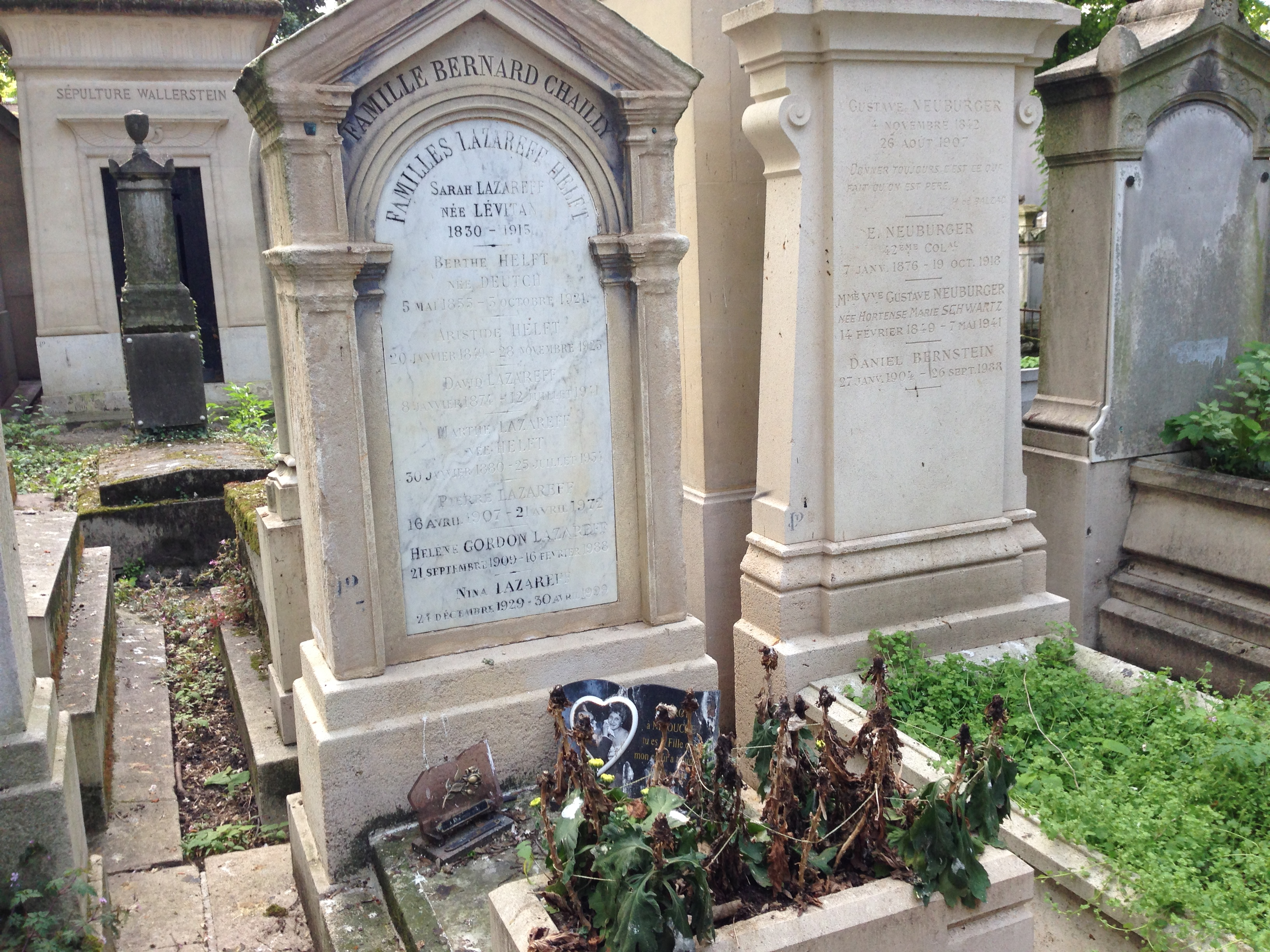
Tombe au cimetière du Père-Lachaise.

En 1973, un an après la mort de Pierre Lazareff, elle abandonne la direction de Elle et, atteinte de la maladie d'Alzheimer, se retire au Lavandou (Var) où elle meurt en 1988. 
Une biographie, La Tzarine (1984), lui a été consacrée, écrite par Denise Dubois-Jallais, une journaliste de Elle, qu'elle avait découverte et formée.

### Vie privée
Elle se marie avec le chercheur Paul Raudniz en 1929, à l'âge de 19 ans. Ensemble, ils ont une fille : Michèle (1930-2017).
Après un divorce en 1932, Hélène Gordon se remarie en 1939 avec Pierre Lazareff. Leur couple est réputé pour avoir été volontiers « hors normes » et « libre ».
Hélène Gordon a eu d'innombrables amants, y compris des adolescents, dont, parmi les plus célèbres, on peut citer Philippe Soupault, Bertrand de Jouvenel, Michel Leiris, Bernard Maupoil, Louis Delaprée et Paul Chantrel.

### Mort
Atteinte de la maladie d'Alzheimer, dont les premiers symptômes apparurent au début des années 1970, Hélène Gordon-Lazareff meurt dans sa propriété de La Fossette au Lavandou, dans le Var, le 16 février 1988 à l'âge de 78 ans.
Elle est inhumée au cimetière du Père-Lachaise (division no 7).

### Citation
Au sujet du magazine Elle, sa devise était : « Du sérieux dans la frivolité, de l'ironie dans le grave ».

## Théâtre
- 1971 : Lorenzaccio d'Alfred de Musset, mise en scène Jean Meyer, Odéon antique
- 1971 : Six personnages en quête d'auteur de Luigi Pirandello, mise en scène Jean Meyer, théâtre des Célestins